# Máy bay vận tải quân sự
Máy bay vận tải quân sự thực hiện các chức năng tương tự như máy bay chở hàng dân sự. Tuy nhiên, chúng có thể được giao nhiệm vụ để thực hiện nhiều vai trò như tiếp nhiên liệu trên không và cầu hàng không chiến thuật, chiến lược ở mọi cấp độ chiến dịch.

## Danh sách máy bay vận tải, chở dầu, cầu hàng không và tiện ích chung

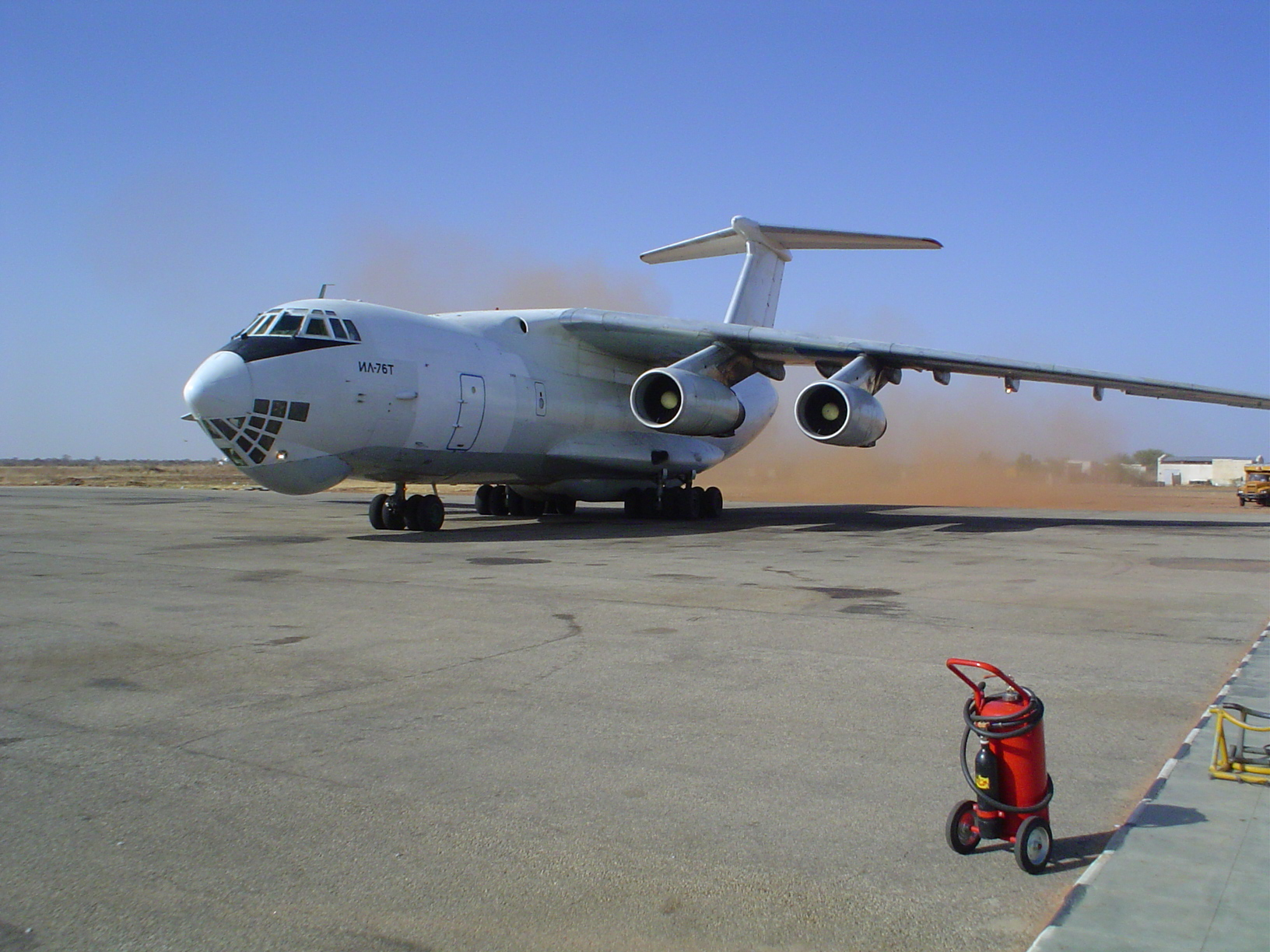
Il-76 Candid

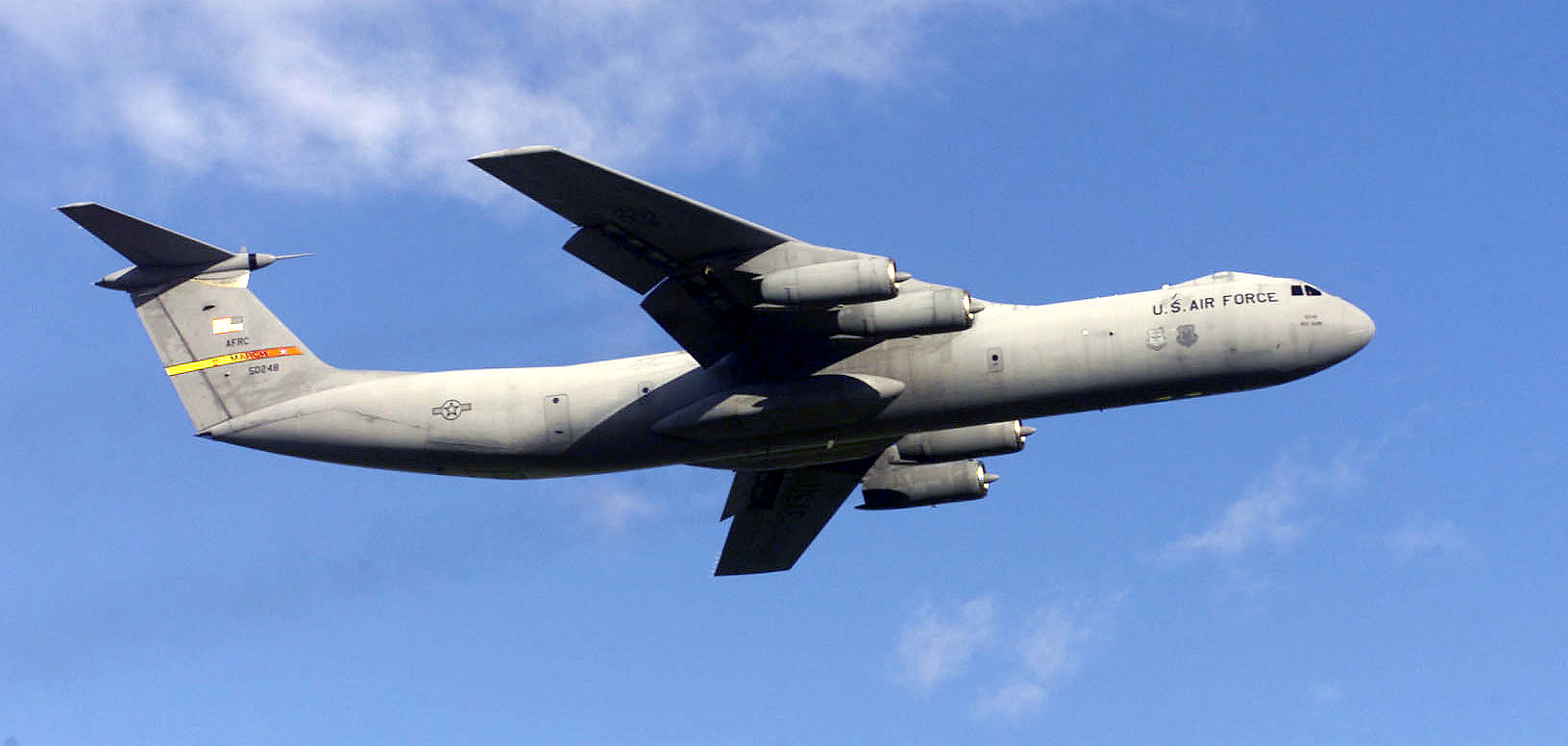
C-141 Starlifter

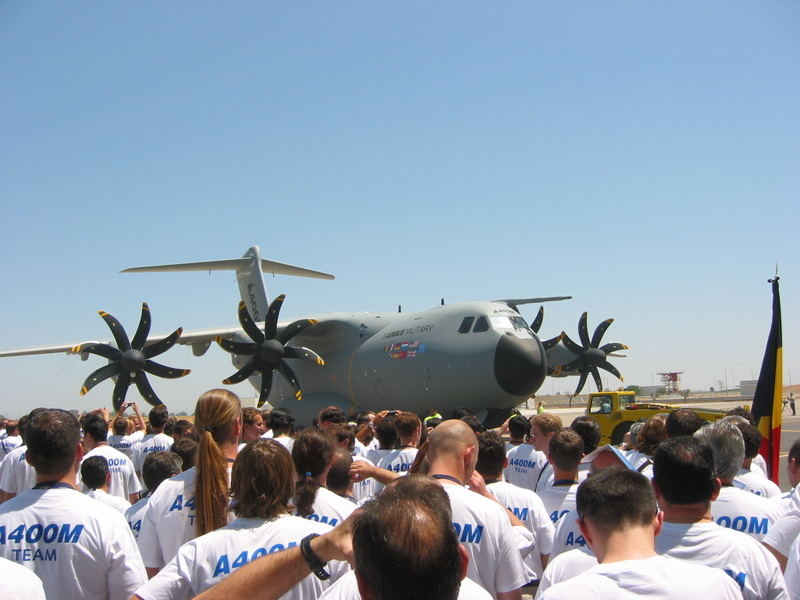
Airbus A400M

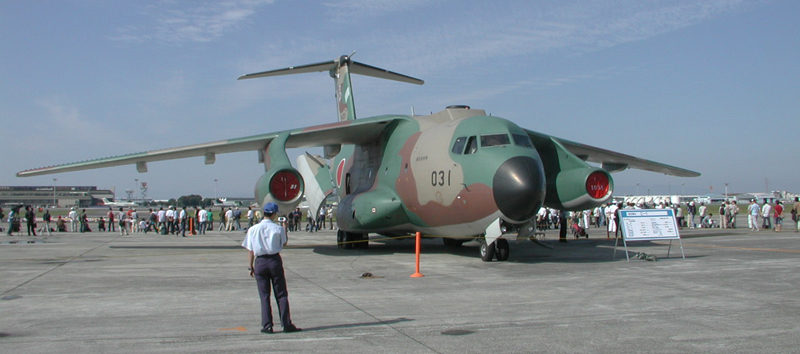
The Kawasaki C-1

### Hoạt động với vai trò máy bay vận tải, cầu hàng không quân sự
- Airbus A400M
- Alenia C-27J
- Antonov An-12
- Antonov An-22
- Antonov An-72
- Antonov An-124 'Ruslan'
- Antonov An-225
- C-1 Trader
- C-2 Greyhound
- C-7 Caribou
- C-9 Skytrain II
- C-12 Huron
- C-20 Gulfstream III
- C-17 Globemaster III
- C-21 Learjet
- C-40 Clipper
- Fairchild C-123 Provider
- CASA C-212 Aviocar
- CASA/IPTN CN-235
- CASA C-295
- Ilyushin Il-76
- Kawasaki C-1
- Lockheed Martin C-5 Galaxy
- Lockheed C-130 Hercules
- Lockheed C-141 Starlifter
- Transport Allianz Transall C-160
- V-22 Osprey
- VC-25A "Air Force One"

### Hoạt động với vai trò tiếp nhiên liệu trên không

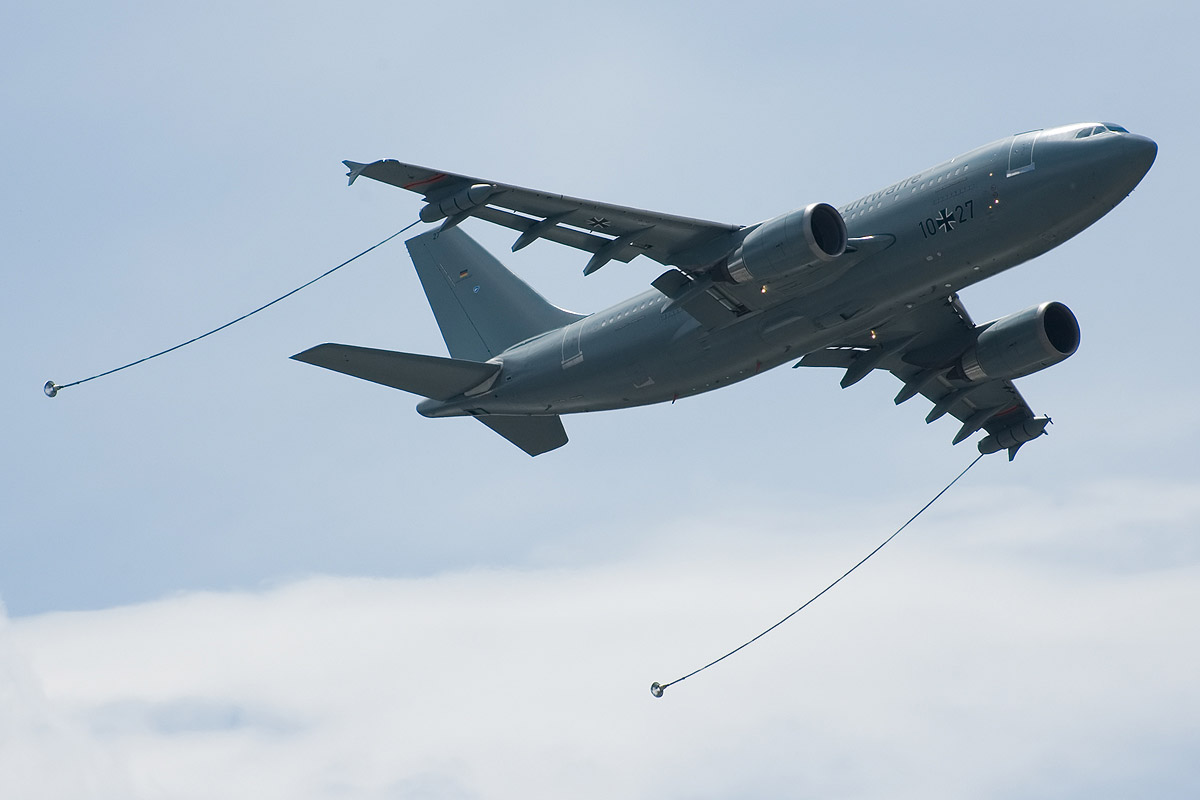
Airbus A310 MRTT thuộc Không quân Đức

- Airbus A400M
- Airbus A310 MRTT
- Airbus A330 MRTT
- Boeing C-135
- Lockheed L-1011 Tristar
- KC-10 Extender
- KC-135 Stratotanker
- Vickers VC-10
- Ilyushin Il-78

### Máy bay vận tải và tiện ích chung đã ngừng hoạt động
- Armstrong Whitworth Albemarle
- Avro Lancastrian
- Avro York
- Boeing C-97 Stratofreighter
- Bloch MB-81
- Blohm + Voss BV 142
- Bristol Britannia
- Bristol Buckingham
- C-46 Commando
- C-56 Lodestar
- C-87 Liberator Express
- C-97 Stratofreighter
- C-47 Skytrooper
- C-54 Skymaster
- C-124 Globemaster II
- Consolidated C-87 Liberator Express
- Convair XC-99
- de Havilland Comet
- DFS 230
- Douglas C-47 Dakota
- Douglas C-54 Skymaster
- Douglas C-74 Globemaster
- Douglas C-133 Cargomaster
- Fairchild C-119 Flying Boxcar
- Farman F 402
- Ford C-3 & C-9 Trimotor
- Handley Page Hastings
- HU-16 Albatross
- Junkers Ju 52
- Junkers Ju 390
- Lockheed C-69 & C-121 Constellation
- Lockheed R6V Constitution
- Messerschmitt Me 321
- Messerschmitt Me 323
- Miles Martinet
- R3Y Tradewind (Convair) flying boat
- ShinMaywa US-1
- Short Belfast
- Vickers Warwick

## Máy bay hàng hóa thử nghiệm
- Hughes H-4 Hercules ("Spruce Goose")
- LTV XC-142